# 2016年冬季青年奧林匹克運動會短道競速滑冰比賽
2016年冬季青年奧林匹克運動會短道競速滑冰比賽於2月14日至20日在挪威利勒哈默爾約維克奧林匹克洞穴廳舉行，此次比賽共設五個小項。

## 獎牌榜
| 排名 | 国家／地区      | 金牌 | 银牌 | 铜牌 | 總數 |
| ---- | --------------- | ---- | ---- | ---- | ---- |
| 1    | 韩国（KOR）     | 3    | 1    | 0    | 4    |
| 2    | 中国（CHN）     | 1    | 1    | 1    | 3    |
| 3    | 匈牙利（HUN）   | 0    | 1    | 1    | 2    |
| 4    | 日本（JPN）     | 0    | 1    | 0    | 1    |
| 5    | 德国（GER）     | 0    | 0    | 1    | 1    |
| 5    | 保加利亚（BUL） | 0    | 0    | 1    | 1    |
| 总计 | 总计            | 4    | 4    | 4    | 12   |

## 獎牌得主

### 男子
| 項目     | 金牌                 | 金牌     | 银牌                   | 银牌     | 铜牌                   | 铜牌     |
| 500公尺  | 洪康焕 · 韩国（KOR） | 41.885   | 吉永一贵 · 日本（JPN） | 41.969   | 马威 · 中国（CHN）     | 42.129   |
| 1000公尺 | 黄大宪 · 韩国（KOR） | 1:28.022 | 马威 · 中国（CHN）     | 1:28.082 | 刘少昂 · 匈牙利（HUN） | 1:28.187 |

### 女子
| 項目     | 金牌                 | 金牌     | 银牌                            | 银牌     | 铜牌                               | 铜牌     |
| 500公尺  | 臧一泽 · 中国（CHN） | 46.648   | 亞薩帕蒂·彼得拉 · 匈牙利（HUN） | 无       | Katrin Manoilova · 保加利亚（BUL） | 46.337   |
| 1000公尺 | 金智有 · 韩国（KOR） | 1:34.041 | 李素云 · 韩国（KOR）            | 1:34.118 | Anna Seidel · 德国（GER）          | 1:34.323 |

### 混合团体
| 项目         | 金牌 | 金牌     | 银牌 | 银牌     | 铜牌 | 铜牌     |
| 混合团体接力 | Team B · 混合国家（MIX） · Ane Farstad（挪威） · 金智有（韩国） · 斯泰因·德斯梅特（比利时） · 康坦·费尔科克（法国） | 4:14.413 | Team C · 混合国家（MIX） · 亞薩帕蒂·彼得拉（匈牙利） · Julia Moore（） · Tjerk De Boer（荷兰） · 重弘喜一（日本） | 4:14.495 | Team F · 混合国家（MIX） · Katrin Manoilova（保加利亚） · Anita Nagay（） · Karlis Kruzbergs（拉脱维亚） · 吉永一贵（日本） | 4:17.181 |